# Вега (Техас)
Вега (англ. Vega) — місто (англ. city) в США, в окрузі Олдем штату Техас. Населення — 879 осіб (2020).

## Географія
Вега розташована за координатами 35°14′44″ пн. ш. 102°25′34″ зх. д. / 35.24556° пн. ш. 102.42611° зх. д. (35.245642, -102.426185).  За даними Бюро перепису населення США в 2010 році місто мало площу 2,78 км², уся площа — суходіл.

## Демографія
Згідно з переписом 2010 року, у місті мешкали 884 особи в 356 домогосподарствах у складі 252 родин. Густота населення становила 317 осіб/км².  Було 420 помешкань (151/км²).
Расовий склад населення:
| - 93,2 % — білих - 1,1 % — чорних або афроамериканців - 0,5 % — корінних американців - 0,5 % — азіатів - 3,5 % — осіб інших рас |

До двох чи більше рас належало 1,2 %. Частка іспаномовних становила 9,8 % від усіх жителів.
За віковим діапазоном населення розподілялося таким чином: 25,8 % — особи молодші 18 років, 58,1 % — особи у віці 18—64 років, 16,1 % — особи у віці 65 років та старші. Медіана віку мешканця становила 40,0 року. На 100 осіб жіночої статі у місті припадало 86,1 чоловіків;  на 100 жінок у віці від 18 років та старших — 78,7 чоловіків також старших 18 років.
Середній дохід на одне домашнє господарство  становив 73 352 долари США (медіана — 43 958), а середній дохід на одну сім'ю — 91 439 доларів (медіана — 65 250). За межею бідності перебувало 10,6 % осіб, у тому числі 15,1 % дітей у віці до 18 років та 16,4 % осіб у віці 65 років та старших.
Цивільне працевлаштоване населення становило 375 осіб. Основні галузі зайнятості: освіта, охорона здоров'я та соціальна допомога — 22,1 %, публічна адміністрація — 12,0 %, сільське господарство, лісництво, риболовля — 12,0 %.